# Туково
Вижте пояснителната страница за други значения на Лептокария.
Туково (на гръцки: Λεπτοκαρυά, Лептокария, до 1927 година Τούκοβο, Туково) е обезлюдено село в Република Гърция, разположено на територията на дем Бук (Паранести) в област Източна Македония и Тракия.

## География
Селото е разположено в северната част на планината Коджадаг, на десния бряг на Места (Нестос), северозападно от демовия център Бук.

## История

### Етимология
Според Йордан Н.Иванов името Туково е от изчезналото лично име Туко < съществителното тук, топена мас, старобългарското тоукъ, мазнина, тлъстина, глагола тыти, ставам дебел, прилагателното тоучьнъ, тлъст, новобългарското тучен.

### В Гърция
След Междусъюзническата война в 1913 година Туково попада в Гърция. Селото вероятно е разсипано по време на Балканските войни, тъй като не се споменава в гръцките преброявания от 1913 и 1920 година. В 1923 година в селото са настанени две бежански семейства с 5 души. През 1927 година името на селото е сменено от Туково (Τούκοβο) на Лептокария (Λεπτοκαρυά). Жителите му го напуската, поради лошите условия за живот и селото е заличено.
| Година    | 1913 | 1920 | 1928 | 1940 | 1951 | 1961 | 1971 | 1981 | 1991 | 2001 | 2011 | 2021 |
| --------- | ---- | ---- | ---- | ---- | ---- | ---- | ---- | ---- | ---- | ---- | ---- | ---- |
| Население |      |      | 5    |      |      |      |      |      |      |      |      |      |